# Saulgrub
Saulgrub là một đô thị ở huyện Garmisch-Partenkirchen bang Bavaria thuộc nước Đức.